# Technische Dokumentation
Eine Technische Dokumentation (auch Technische Kommunikation, Technikdokumentation oder Produktdokumentation) umfasst alle Informationsprodukte, die ein technisches Erzeugnis beschreiben und zu seiner Nutzung, Wartung oder Reparatur anleiten. Sie bereitet die Informationen systematisch auf und strukturiert sie so, dass der jeweilige Zweck vollständig erfüllt wird. Die Technische Dokumentation wird dem dokumentierten Erzeugnis meist über Namens- und Nummernsysteme eindeutig zugeordnet. In Deutschland und im deutschsprachigen Raum ist die Gesellschaft für Technische Kommunikation e. V. (Tekom)  federführend für die Weiterentwicklung des Berufsbilds von Technischen Redakteuren und der Technische Kommunikation bzw. Technische Dokumentation.

## Zweck
Die Technische Dokumentation dient der Information und Instruktion in der Regel definierter Zielgruppen, der haftungsrechtlichen Absicherung des Herstellers, der Produktbeobachtung, der Rückverfolgbarkeit und Reproduzierbarkeit sowie der dauerhaften bzw. gesetzlich geforderten Archivierung der relevanten Informationsinhalte.
Die Bestandteile der Technischen Dokumentation bieten Informationen über das Produkt selbst, den Umgang mit ihm und über das Verhalten der Nutzer. Sie betrachten alle Lebensphasen des Produktes, von der Entwicklung bis zur Entsorgung, teilweise einschließlich der Herstellung der Vorprodukte.

## Begriffsdefinition: Technische Dokumentation vs. Technische Kommunikation vs. Technische Redaktion  vs. Informationsentwicklung
- Technische Dokumentation: Dieser Begriff bezieht sich auf schriftliche oder elektronische Materialien, die technische Informationen über ein Produkt, eine Anwendung oder einen Prozess vermitteln. Technische Dokumentation kann Handbücher, Bedienungsanleitungen, Installationsanleitungen, Wartungsanleitungen, technische Zeichnungen und andere Arten von Dokumenten umfassen. Der Schwerpunkt liegt hier auf der Bereitstellung präziser und verständlicher technischer Informationen.
- Technische Kommunikation:  Dieser Begriff ist ein breiterer Begriff, der die Kommunikation von technischen Informationen in verschiedenen Formen und Medien abdeckt. Dies kann schriftliche Dokumentation, visuelle Elemente wie Diagramme und Illustrationen, Online-Hilfen, Videos und vieles mehr umfassen. Die Technische Kommunikation zielt darauf ab, komplexe technische Konzepte und Informationen für ein breites Publikum verständlich zu machen.
- Technische Redaktion: Die Technische Redaktion bezieht sich auf den Prozess der Erstellung, Bearbeitung und Pflege von technischen Dokumentationen und anderen Informationsmaterialien. Technische Redakteure sind für die Umsetzung von technischen Inhalten in klare und verständliche Dokumente verantwortlich. Technische Redakteure können an der Planung, Erstellung und Überarbeitung von technischen Inhalten beteiligt sein.
- Informationsentwicklung:  Dieser Begriff betont den Aspekt der Entwicklung von Informationen in einem breiteren Kontext. Informationsentwicklung kann die Erstellung von technischer Dokumentation, aber auch die Gestaltung von Schulungsmaterialien, Online-Hilfen, Benutzeroberflächen und anderen Formen von Informationsprodukten umfassen. Es bezieht sich auf den gesamten Prozess, wie Informationen entwickelt, strukturiert und präsentiert werden, um den Nutzern zu helfen.

Die Verwendung dieser Begriffe kann in verschiedenen Ländern und Branchen variieren. Es ist wichtig zu beachten, dass es keine universelle Definition gibt und dass sich die Bedeutung im Kontext einer bestimmten Organisation oder Branche entwickeln kann. In der Praxis kann eine Organisation ihre eigenen Bezeichnungen und Standards für diese Begriffe festlegen.
Für spezifische Informationen und Stellungnahmen zu diesen Begriffen in Ihrem Kontext oder Ihrer Branche empfiehlt es sich, die offiziellen Richtlinien und Veröffentlichungen von relevanten Organisationen, wie der tekom (Gesellschaft für Technische Kommunikation und Informationsentwicklung e. V.) in Deutschland, oder vergleichbaren Organisationen in Ihrer Region zu konsultieren. Diese Organisationen setzen oft Standards und bewahren bewährte Praktiken in Bezug auf die technische Kommunikation und Dokumentation.

## Interne und externe Technische Dokumentation
Bei der Technischen Dokumentation wird nach VDI 4500 zwischen interner und externer Technischer Dokumentation unterschieden:
- Die interne Technische Dokumentation dient der internen Archivierung aller produktrelevanten Dokumente und der Nachweispflicht, alle rechtlichen Pflichten eingehalten zu haben. Sie umfasst den gesamten Produktlebenszyklus von der Produktplanung über Entwicklung, Markteinführung und Produktbeobachtung bis zur Einstellung des Produkts. Die Informationen bleiben im Normalfall beim Hersteller, der sie dauerhaft archiviert und während der gesamten Lebensdauer des Produkts aktuell hält. Typische Bestandteile sind Pflichtenhefte, Berechnungsunterlagen, Versuchsberichte, Risikobeurteilungen, technische Zeichnungen und Fertigungsunterlagen, Nachweise über Maßnahmen der Qualitätssicherung sowie die gesamte externe Technische Dokumentation des Produkts. Der Hersteller muss die Dokumente der internen Technischen Dokumentation auch nach dem Inverkehrbringen des Produktes für behördliche Nachfragen aufbewahren. Die Aufbewahrungspflichten des Herstellers sind unterschiedlich geregelt. In der  Richtlinie 2006/42/EG (Maschinenrichtlinie) wird, in ANHANG VII,  gefordert: „2. Die in Nummer 1 genannten technischen Unterlagen sind für die zuständigen Behörden der Mitgliedstaaten nach dem Tag der Herstellung der Maschine — bzw. bei Serienfertigung nach dem Tag der Fertigstellung der letzten Einheit — mindestens zehn Jahre lang bereitzuhalten.“[1]

Die interne Dokumentation der Fertigungsunterlagen wird in der Regel von der Entwicklungs- oder Konstruktionsabteilung des Herstellers geführt. Die Dokumente der Zulieferteile werden meist in einem Dokumentenmanagementsystem gespeichert.
- Die externe Technische Dokumentation dient der Information der Betreiber und Benutzer des Produkts und stellt sicher, dass das Produkt sicher und bestimmungsgemäß in Betrieb genommen, verwendet, gewartet und ggf. entsorgt werden kann.

Die externe Dokumentation wird in der Regel von Technischen Redakteuren erstellt und in der Regel in die Sprache der jeweiligen Anwender übersetzt. Je nach Produkt, Zielgruppe und gesetzlichen Anforderungen sind verschiedene Bezeichnungen und Formen möglich, wie Gebrauchsanleitung, Installationsanleitung, Montageanleitung, Kurzanleitung, Benutzerhandbuch, Gebrauchsanweisung, Bordbuch, Serviceanleitung, Online-Hilfe, Tutorial usw.
Spezielle Unterarten der Technischen Dokumentation ergeben sich aus rechtlichen Anforderungen wie der Hinterlegungspflicht bei Benannten Stellen (Beispiel: Technische Dokumentation nach Richtlinie 2014/34/EU „ATEX“).

## Gesetzliche Grundlagen
Um die Sicherheit von Produkten sicherzustellen, fordern staatliche Gesetze und Vorschriften privatrechtlicher Organisationen die Hersteller und Einrichter von technischen Erzeugnissen zur Bereitstellung der Technischen Dokumentation.
In der EU sind einschlägige EG-Richtlinien wie die Maschinenrichtlinie, die ATEX-Richtlinie, die Niederspannungsrichtlinie, die Druckgeräterichtlinie oder die Produktsicherheitsrichtlinie zu nennen, die von den Mitgliedstaaten in nationales Recht umgesetzt wurden (z. B. deutsches Produktsicherheitsgesetz oder Medizinproduktegesetz).
Im Schadensfall führt eine fehlerhafte Technische Dokumentation zur Haftung des Herstellers, die sich aus dem Produkthaftungsgesetz (in Deutschland), dem Bürgerlichen Gesetzbuch (§ 823 Schadensersatzpflicht) sowie eventuellen einzelvertraglichen Verpflichtungen ergibt.

## Normen
Normen und Richtlinien erstellen das DIN, der VDE, der VDI und das CEN. Im englischen Sprachgebrauch wird zwischen Normen und Standards nicht unterschieden. Internationale Standards erstellt und liefert unter anderem die ISO (die bei den Vereinten Nationen als weltweit koordinierende Standardisierungsinstitution registriert ist). Standards nationaler Organisationen wie die amerikanische ANSI oder das russische GOST finden ebenso internationale Anerkennung. Weitere Standardisierungsgremien finden sich beispielsweise in der IEC, der IMO, der IATA und der ICAO, die ihre Arbeit teilweise direkt mit der ISO organisieren und koordinieren.
Leitfäden für das Gestalten von Technischer Dokumentation oder Benutzerinformation sind in Form verschiedener Normen und Richtlinien verfügbar, die EN 82079 oder die Richtlinie VDI 4500. Die Dokumentation für Kraftwerke ist geregelt in der VGB-Richtlinie VGB-S-831-00, Lieferung der Technischen Dokumentation (Technische Anlagendaten, Dokumente) für Anlagen der Energieversorgung.
Die EN 61355 regelt die Klassifikation und Kennzeichnung von Dokumenten der Technischen Dokumentation für Anlagen, Systeme und Einrichtungen. Als Anwendungsbereich der Norm ist die gesamte technische Dokumentation im Lebenszyklus technischer Produkte, einschließlich der nichttechnischen Dokumente aus dem Engineeringprozess vorgesehen.
In einigen Industriebereichen werden abhängig von der zivilen oder militärischen Nutzung eines Produktes unterschiedliche Normen, Richtlinien und Spezifikationen eingesetzt. In der Luftfahrt sind dies beispielsweise die Spezifikation ATA100/ATA2000 im zivilen Bereich und die Spezifikation S1000D in der Wehrtechnik, wobei auch zivile Normen für Wehrmaterial verwendet werden und umgekehrt. Die Rangfolge der Normen, Richtlinie (EU) und Spezifikationen, für Wehrmaterial sind in § 14 der RICHTLINIE 2009/81/EG sowie in der DIN EN 16341 geregelt. Die Spezifikation DIN SPEC 3105 sammelt Anforderungen an die technischen Dokumentation von Open-Source-Hardware.
Für die physische Verwaltung der schriftlichen und elektronischen Dokumente kommt die internationale Norm ISO 15489 (Records Management/Schriftgutverwaltung) zur Anwendung.
Terminologie (Begrifflichkeiten) der technischen Produktdokumentation regelt u. a. DIN 199.

## Dokumentationssystematik
Das Arbeiten an einer Dokumentation ist eine planbare Tätigkeit. Die interne und externe Technische Dokumentation sind integraler Bestandteil der Produktentwicklung im Produktlebenszyklus. Daher sollte eine systematische Produktion auch technischer Dokumentation einem Plan folgen, der wiederum während der Bearbeitung erweitert und verändert wird.

## Struktur
Die Technische Dokumentation muss logisch gegliedert und strukturiert sein. Um die Handhabung zu erleichtern, werden bestimmte Dokumente in Gruppen thematisch oder analog zur Struktur des Erzeugnisses zusammengefasst und mit modular aufgebauten Dokumentenlisten und Inhaltsverzeichnissen verwaltet. Zum Zweck der Rückverfolgbarkeit von Revisionsständen ist eine Änderungshistorie üblich. Einen plastischen Überblick über die Dokumentationssystematik geben Normen wie die DIN 6789.
Eine bestimmte Struktur unterstützt eine ausgewählte Sicht auf einen Bestand an Dokumentation. Daher kann diese Struktur nicht allen Anforderungen gleichzeitig in demselben Maße genügen. Zwischen einer speziellen Struktur und möglichen weiteren speziellen Interessen einer anderen Ordnung vermittelt ein Index.

### Strukturierungsmethoden
Insbesondere die Benutzerinformation stellt hohe Anforderungen hinsichtlich Übersichtlichkeit und Verständlichkeit. Um die oft komplexen Informationen übersichtlich zu gliedern und leicht verständlich darzustellen, gibt es Strukturierungsmethoden, wie die Information-Mapping-Technik oder das Funktionsdesign. Diese erleichtern die Aufnehmbarkeit der Inhalte und ermöglichen dem Benutzer der Dokumente ein leichteres Auffinden der gesuchten Information. Eine Strukturierung unterstützt außerdem die Erstellung, Verwaltung, Wiederverwendung und Publikation von Inhalten mit einem Redaktionssystem.

## Verwendung von Farben und Kontrasten in Sicherheits- und Warnhinweisen
Gemäß dem amerikanischen Standard ANSI Z535.6, sowie der Europäischen Norm EN 82079-1, können Warnhinweise, Sicherheitshinweise und Produktsicherheitslabel schwarz-weiß, in Graustufen oder farbig dargestellt werden. Die Internationale Norm DIN EN ISO 12100-2 (Sicherheit von Maschinen) regt die Verwendung von Farbe in folgendem Sinne an: „Die Verwendung von Farbe sollte in Erwägung gezogen werden, insbesondere bei Bauteilen, die schnelles Erkennen erfordern.“ Farben können in verschiedener Intensität (Vollton oder aufgehellt durch Rasterung) und für verschiedene Zwecke eingesetzt werden. Insbesondere bei der Gestaltung von Symbolen und Piktogrammen zielt die Verwendung der Farbe darauf ab, Gebote und Verbote deutlich hervorzuheben. Beim Einsatz von Farben ist darauf zu achten, gleiches immer mit der gleichen Farbe zu kennzeichnen und die Zeichen kontrastreich zu gestalten. Ebenso ist zu beachten, dass auch Benutzer mit einer Sehschwäche (Rot-Grün-Schwäche, Farbenblindheit) die Sicherheitshinweise richtig interpretieren können müssen. Bei der Erstellung des Sicherheitshinweises sollte der Kontrast zwischen Hintergrund und Signalwort möglichst groß sein. Um einen einheitlichen Qualitätsstandard bei der Verwendung von Signalfarben zu gewährleisten, sind in amerikanischen und europäischen Normen Richtwerte für die jeweiligen Signalfarben definiert. Als Richtwert bei farbigen Drucken dienen die Vorgaben der ANSI Z535.1 oder/und die internationale Norm ISO 3864-4. Während die ANSI-Norm das Munsell-Farbsystem verwendet, wird in den europäischen Richtlinien das RGB- oder das CMYK-Farbmodell verwendet. Der individuelle Farbeindruck weicht immer etwas vom Soll ab, was aber in der Praxis kein großes Problem ist. International genormte und abgestimmte Sicherheitszeichen sind in der internationalen Norm DIN EN ISO 7010 zu finden.

## Fachsprachen
Technische Dokumentation bedient sich einer in der jeweiligen Gemeinschaft der Nutzer (community) üblichen Nomenklatur und eines hoch spezialisierten Sprachschatzes. Die Benutzer dieser Sprache werden sich gut darin zurechtfinden, fremde Leser werden sich über Thesauri dieser Sprache annähern müssen.

### Sprachliche Besonderheiten
Die Benutzerinformation ist neben den Strukturierungsmethoden auch sprachlich eine Textsorte mit bestimmten Primärzielen, u. a.:
- Verständlichkeit (vgl.: Hamburger Verständlichkeitskonzept)
- Eindeutigkeit
- Konsistenz
- Kohärenz
- Übersetzbarkeit (vgl.: Übersetzungsgerechtes Schreiben)

Sprachlich werden diese Ansprüche, gerade bei einer inhomogenen Autorengruppe, durch eine eingeschränkte bzw. Kontrollierte Sprache erfüllt. Die Sprachkontrolle umfasst dabei, je nach Kontrollgrad, folgende Regelungen und Einschränkungen:
- Terminologie
- Stil- und Grammatikregeln (vgl.: Simplified English)
- Syntaxregeln
- Interpunktionsregeln (Vor allem für die Weiterverarbeitung mit Translation-Memory-Systemen)

Diese sprachlichen Einschränkungen werden durch eine Terminologie und ggf. durch einen Redaktionsleitfaden festgehalten und können durch geeignete Sprachprüfprogramme (Controlled Language Checker) unterstützt werden.

## Verschiedene Sprachen
Da technische Erzeugnisse aufgrund ihres hohen Spezialisierungsgrades häufig in eine Vielzahl von Ländern exportiert werden, werden externe Dokumentationen und Benutzerinformationen zumeist in eine Reihe von nationalen oder regionalen Sprachen übersetzt. Damit diese Übersetzungen kostengünstig durchgeführt werden können, sollten Technische Redakteure bereits während der Erstellung auf die Anforderungen des übersetzungsgerechten Schreibens achten. Dieses Thema wird heute auch unter dem Stichwort Lokalisierung diskutiert.
Zur Unterstützung einer qualitativ hochwertigen Übersetzung werden Translation Memory Systeme (TMS) und Terminologiemanagementsysteme eingesetzt. Während TMS bestimmte Satzteile sinngemäß übersetzen und abspeichern, erleichtern Terminologiemanagementsysteme die Verwaltung von Fachterminologie und sichern so Konsistenz und Qualität in der technischen Dokumentation.

## Erstellung
In die Erstellung der Technischen Dokumentation für ein Erzeugnis sind idealerweise alle technischen Funktionsbereiche des Herstellers einbezogen. Spezifikationen, Pflichtenhefte, Risikoanalysen sowie Unterlagen der Konstruktion und Fertigung werden von Entwicklungs- und Konstruktionsabteilungen erstellt. Unterlagen der Qualitätssicherung werden seitens der hierfür beauftragten Fachkräfte erstellt bzw. beschafft. Zu integrierende Unterlagen von Lieferanten und Sub-Herstellern werden durch Einkaufsabteilungen angefordert.
Speziell die Erstellung externer Dokumentationen erfordert besondere Fachkenntnisse und Qualifikationen. Mit dieser Aufgabe werden Technische Redakteure betraut, die häufig in speziellen Fachabteilungen – Technischen Redaktionen – sowohl für die redaktionelle Bearbeitung von Benutzerinformationen als auch für die Koordination des abteilungsübergreifenden Dokumentationsprozesses verantwortlich sind.

## Unterbegriffe
Diese Begriffe stehen in direktem Zusammenhang mit dem Hauptbegriff Technische Dokumentation. Sie werden für unterschiedliche Zwecke und kundenorientiert eingesetzt.
- IETD – Interaktive Elektronische Technische Dokumentation
- IETP – Interaktive Elektronische Technische Publikation
- IETM – Interactive Electronic Technical Manual

## Autorenwerkzeuge
Autorenwerkzeuge (engl.: Help authoring tools, kurz: HAT) sind spezielle Softwarewerkzeuge, mit denen Online-Hilfen und andere Informationsprodukte erstellt werden.

### Fachverbände
- Der deutsche Fachverband für Technische Kommunikation und Informationsentwicklung (tekom)
- Schweizerische Gesellschaft für Technische Kommunikation (Tecom)
- Landesverband tekom Österreich
- European Association for Technical Communication (tekom Europe e. V.)

### Technisches Wörterbuch
- Technisches Mehrsprachig Wörterbuch

### Richtlinien
- VGB-Richtlinie R171: Lieferung der Technischen Dokumentation (Technische Anlagendaten, Dokumente) für Anlagen der Energieversorgung

### Weiterführende Angaben
- tecurat Blog-Beitrag für Medizinprodukte